# Vlag van Makkinga

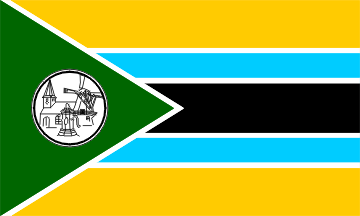
Vlag van Makkinga

De vlag van Makkinga is de dorpsvlag van het Nederlandse dorp Makkinga, in de Friese gemeente Ooststellingwerf.
De vlag bestaat uit negen horizontale banen van geel, wit, blauw, wit, zwart, wit, blauw, wit en geel in de verhouding 6:1:3:1:6:1:3:1:6. Aan de broeking toont de vlag een groene van de broeking uitgaande driehoek met hierin het dorpszegel. De betekenis van de kleuren zijn onbekend. In het zegel zijn een molen, een pompen, een kerk afgebeeld in zwart-wit. De molen stelt maïsmolen De Weyert uit 1868. De kerk verwijst naar de Bonifatiuskerk uit 1777 is. De dorpspomp op de zegel draagt de naam Greate Bak.